# Pulciano
Pulciano è una frazione del comune di Toscolano Maderno, in provincia di Brescia, posta in collina affacciata sul lago di Garda.
Fa parte del Parco regionale dell'Alto Garda Bresciano.

## Storia
In dialetto Pulsà, il toponimo per il Bonfadini è probabile prediale da Publicianus (personale Publicius col suffisso di appartenenza -anus) quindi ad indicare il podere di Publicius.
Altro toponimo legato alla zona è quello dialettale di Funtane ("fontana"), legato alla antica presenza di un pubblico lavatoio, ora ridotto ad una sola piccola vasca in seguito alla demolizione della fontana storica all'inizio degli anni 80 del Novecento.

## Geografia e territorio
Posto a 190 metri s.l.m. e a 125 metri rispetto al livello del lago, Pulciano gode di una posizione panoramica e soleggiata.
Il paese è caratterizzato da un borgo antico, nella parte sud, sulla strada (detta via della Costa o semplicemente Costa) che scende verso il centro e la piazza di Toscolano. Altra caratteristica è la presenza di un ampio dosso su cui sono presenti cipressi secolari, posti in duplice fila. Nel suo complesso il cipresseto di Pulciano è fra i più vasti di tutta la zona del Garda Bresciano.